# Осташки (зупинний пункт)
Осташки — пасажирський залізничний зупинний пункт Жмеринської дирекції Південно-Західної залізниці на дільниці Старокостянтинів I — Гречани між зупинними пунктами Черепівка (4 км) та Іванковецький (3 км). Розташований за 2 км на північний захід від Іванківців Хмельницького району Хмельницької області.

## Історія
Відкритий 1954 року як роз'їзд Осташки. З 15 квітня 2013 року переведений до категорії зупинних пунктів.

## Пасажирське сполучення
На зупинному пункті Осташки зупиняються приміські поїзди за напрямком Шепетівка — Гречани / Хмельницький.